# Hübsch, jung und verliebt
Hübsch, jung und verliebt (Originaltitel Rich, Young and Pretty) ist ein komödiantischer Musical-Liebesfilm von Norman Taurog aus dem Jahr 1951 mit Jane Powell, Danielle Darrieux, Wendell Corey und Fernando Lamas in den Haupt- und Vic Damone, Marcel Dalio, Una Merkel, Richard Anderson und Jean Murat in tragenden Rollen. 
Das Filmplakat titelte seinerzeit „M.G.M’s Happy-go-Lucky Technicolor Musical!“ Und weiter: „It’s thrilling when Vic Damone sings Love songs to Jane“ („Es ist aufregend, wenn Vic Damone Liebeslieder für Jane singt“) sowie „She’s exotic Danielle Darrieux gorgeous song-bird“ („Danielle Darrieux, ein wunderschöner exotischer Singvogel“) und schließlich „Watch for the new Latin heart-throb Fernando Lamas!“ („Achten Sie auf den neuen lateinamerikanischen Frauenschwarm Fernando Lamas!“)

## Handlung
Der wohlhabende Rancher und Diplomat Jim Stauton Rogers aus Texas, der wegen einer Angelegenheit der Vereinten Nationen nach Paris gerufen wird, nimmt seine inzwischen erwachsene Tochter Elizabeth – wenn auch widerwillig – mit. Er hat viele Erinnerungen an diese Stadt, in der er vor fast 25 Jahren die Französin Marie Devarone kennenlernte, sich sofort in sie verliebte und sie Hals über Kopf heiratete. Marie verließ ihre Familie jedoch schon bald nach der Geburt des Töchterchens, um sich in Paris eine Karriere als Sängerin aufzubauen. Jim hat nun Angst, dass seine Tochter ihrer Mutter begegnen könnte.
Obwohl Jim und seine treue Angestellte Glynnie versuchen, Liz so gut es geht, vor Pressefotografen abzuschirmen, entdeckt Marie ihr Bild in der Zeitung und ist entschlossen, ihre Tochter mit Hilfe ihres Partners Paul Sarnac zu treffen. Als Jim an diesem Abend, den er mit Liz in der Stadt verbracht hat, eine Begrüßungsnachricht und einen Blumenkorb von Marie erhält, steigt seine Besorgnis weiter an. Seine Gedanken gehen aber auch zurück ins Jahr 1927, als er während eines Kongresses der American Legion Marie kennenlernte, die in einem kleinen Club gesungen hatte. Im Gegensatz zu Jim, der sehr glücklich war, fühlte Marie sich auf seiner Ranch einsam und irgendwie fehl am Platz. Auch die Geburt von Liz konnte daran auf Dauer nichts ändern. Als die Kleine zwei Jahre alt war, kehrte Marie abrupt nach Frankreich zurück. 
Da Jim noch gemeinsam mit seinem Kollegen Henri Milan Geschäfte in London zu erledigen hat, bittet er Glynnie inständig, darauf zu achten, dass seine Tochter nicht mit Marie in Berührung kommt. Liz ist an diesem Nachmittag mit Henris Sohn André, einem Regierungsbeamten, unterwegs, der sich sofort in die junge Frau verliebt hat, was auf Gegenseitigkeit beruht. Als der bekannte französische Maler Claude Duval Liz bittet, sich für ein Gemälde zur Verfügung zu stellen, stimmt sie zu. In Duvals Atelier beobachtet Marie, sie ist eine gute Freundin des Künstlers, heimlich ihre schöne Tochter und bittet Duval, Liz an diesem Abend in den Nachtclub „La Parisienne“ einzuladen. Dort arrangiert sie ein üppiges Festmahl für Liz und André, die von dem Service, den sie durch Jean, den liebenswürdigen Restaurantchef, erfahren, überwältigt. Obwohl Marie sich danach sehnt, sich ihrer Tochter zu offenbaren, hält sie sich zurück, da Liz in dem Glauben ist, dass ihre Mutter starb, als sie noch ein Baby war. Paul, der Marie liebt, schlägt vor, dass sie sich als Freundin von Andrés Vater vorstellen soll. So geht Marie, nach ihrem Auftritt mit Paul, zu Andrés Tisch und unterhält sich dort eine Weile mit dem jungen Paar. Schließlich lädt sie beide ein, sich am nächsten Tag zum Tee in Duvals Studio zu treffen. Liz fühlt sich geschmeichelt durch diese Einladung und willigt bereitwillig ein.
Als Liz Vater sie am Abend anruft, freut er sich, dass sie mit André ausgegangen ist, reagiert aber alarmiert, als seine Tochter beiläufig erwähnt, dass sie sich mit Marie getroffen hat. Er beschließt, so schnell wie möglich nach Paris zurückzukehren. Marie und Liz indes haben am nächsten Nachmittag ein weiteres intensives Gespräch, das damit endet, dass Marie Liz erneut ins „La Parisienne“ einlädt. Als Jim an diesem Abend zurück in seinem Pariser Hotel ist, will er von André wissen, wo Liz sei, die sich gerade in einem anderen Zimmer aufhält. André platzt aber überraschend damit heraus, dass er Liz gern heiraten möchte und hält um ihre Hand an. Jim fühlt sich überrumpelt, willigt aber ein, mit seiner Tochter zu sprechen, versucht aber gleichzeitig, den jungen Franzosen zu entmutigen, indem er darauf verweist, dass Liz in Texas einen Freund, Bob Lennart, habe. Nachdem André gegangen ist, kommt es zu einem Streitgespräch zwischen Vater und Tochter, das damit endet, dass Jim seiner Tochter verbietet, Marie wiederzusehen. Marie versteht nicht, was mit ihrem Vater los ist.
An diesem Abend geht Jim allein ins „La Parisienne“, um auf Marie einzuwirken, die gemeinsame Tochter nicht wiederzusehen. Während die beiden sich noch unterhalten, treffen Liz und André ein. Da Jim sich auch darum sorgt, dass André es nicht ernt mit Liz meinen könne, bietet Marie ihm an, zu prüfen, ob seine Liebe echt sei. Nachdem Jim gegangen ist, vertraut Marie Paul an, dass sie glaube, dass Liz wegen der kulturellen Unterschiede, die schon Jim und sie auseinandergebracht hätten, einen Fehler begehen würde, wenn sie André heiraten würde.
Am nächsten Tag sieht es tatsächlich so aus, als alle sich zum Mittagessen treffen, als hielte die Verbindung zwischen Liz und André Belastungen nicht stand, da schon die Frage, wo sie in Zukunft leben möchten, sie entzweit. Später im Hotel erfährt Liz, dass André Paris verlassen hat und bittet ihren Vater, sofort nach Texas zurückzukehren. Jim arrangiert einen Flug noch in derselben Nacht. Bevor sie jedoch fliegen, geht Liz noch einmal ins „La Parisienne“, um sich von Marie zu verabschieden. Marie erkennt sofort, wie sehr Liz unter der Trennung leidet und beschließt daraufhin, das Paar wieder zu vereinen. Sie bittet Liz, während ihrer Show in ihrer Umkleidekabine auf sie zu warten und entdeckt André, der im Club sitzt. Sie dirigiert den jungen Mann daraufhin in Pauls Umkleidekabine, die neben ihrer liegt, wo er kurz warten möge. Unterdessen befürchtet Jim, dass sie ihren Flug verpassen könnten und ruft in Maries Umkleidekabine an. Als Liz ans Telefon geht und André nebenan ihre Stimme hört, geht er zu ihr und gesteht ihr, wie sehr er sie liebt. Als Jim im Nachtclub ankommt, nimmt Marie ihn mit zu Pauls Umkleidekabine und sagt ihm, dass Liz und André sich wirklich lieben würden. Liz und André bekommen das Gespräch vor der Tür mit und so erfährt Liz, dass Marie ihre Mutter ist. Jim, der nicht weiß, was Liz gehört hat, gibt seiner Tochter und André seinen Segen und schlägt ihnen vor, ihre Zeit zwischen Frankreich und Amerika aufzuteilen und verspricht Marie dann eine große Überraschung, sobald Marie ihren Auftritt beendet habe. Liz lächelt daraufhin wissend. 

## Produktion

### Produktionsnotizen

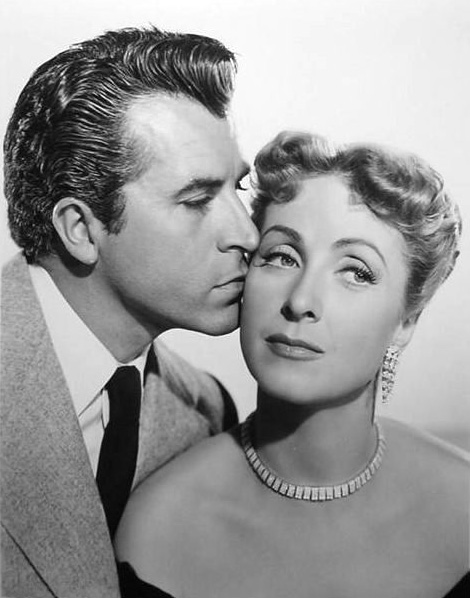
Fernando Lamas und Danielle Darrieux, Filmfoto aus Hübsch, jung und verliebt

Die Dreharbeiten fanden in den Metro-Goldwyn-Mayer Studios in Culver City in Kalifornien statt. Es gab Einspielungen aus Paris. Gedreht wurde im Zeitraum 17. November 1950 bis Januar 1951. Cedric Gibbons und Arthur Lonergan waren als Artdirectoren und Filmarchitekten für den Film zuständig, Edwin B. Willis fürs Szenenbild. Helen Rose war für die Kostüme zuständig, William Tuttle für die Maske und gemeinsam mit John Truwe auch fürs Make-up und Sydney Guilaroff für die Frisuren. Douglas Shearer trug als Aufnahmeleiter die Mitverantwortung für den Ton und Warren Newcombe war für die Spezialeffekte zuständig.
Danielle Darrieux kehrte nach Hollywood zurück, nachdem sie mehrere Jahre in Europa verbracht hatte, um diesen Film zu drehen. Sie spielt eine Frau, die ihre in den USA lebende Familie verlassen hat, um in Europa zu leben. Ihren letzten amerikanischen Film Wirbelwind aus Paris drehte sie 1938. Jane Powell war während der Dreharbeiten zu diesem Film schwanger. Sie hatte mit Übelkeit zu kämpfen und besonders während der Nummer Like Your Eggs in the Morning große Schwierigkeiten.
Laut einer Nachricht der Fachzeitschrift der Filmindustrie The Hollywood Reporter stand Marjorie Main auf der Besetzungsliste. Stanley Donen sprang bei einer Nummer von Vic Damone für Norman Taurog ein, der gerade bei Paramount an The Stooge (deutsch Der Prügelknabe) arbeitete. Für den argentinischen Schauspieler und Sänger Fernando Lamas (1915–1982) war der Film sein amerikanisches Debüt, ebenso wie für den Sänger Vic Damone und die Gesangsgruppe The Four Freshmen.

### Soundtrack
- Paris, Musik: Nicholas Brodszky, Text: Sammy Cahn
  - vorgetragen von Jane Powell und Wendell Corey und später im Film auch von Fernando Lamas
- Deep in the Heart of Texas, Musik: Don Swander, Text: June Hershey
  - vorgetragen von Jane Powell, Wendell Corey und einem Ensemble
- Tonight for Sure, Musik: Nicholas Brodszky, Text: Sammy Cahn
  - vorgetragen von Danielle Darrieux
- There’s Danger in Your Eyes, Cherie, geschrieben von Pete Wendling, Harry Richman und Jack Meskill
  - vorgetragen von Danielle Darrieux
- Wonder Why, Musik: Nicholas Brodszky, Text Sammy Cahn
  - vorgetragen von Jane Powell und Vic Damone (zweimal)
- I Can See You, Musik: Nicholas Brodszky, Text: Sammy Cahn
  - vorgetragen von Jane Powell und Vic Damone
- We Never Talk Much, Musik: Nicholas Brodszky, Text: Sammy Cahn
  - gesungen von Danielle Darrieux und Fernando Lamas, später dann
  - gesungen von Jane Powell und Vic Damone
- Dark is the Night, Musik: Nicholas Brodszky, Text: Sammy Cahn
  - gesungen von Danielle Darrieux
- Old Piano Roll Blues, geschrieben von Cy Coben
  - gesungen von Jane Powell und Vic Camone
- How D’Ya Like Your Eggs in the Morning, Musik: Nicholas Brodszky, Text: Sammy Cahn
  - gesungen von The Four Freshmen

### Veröffentlichung
Der Film hatte in den Vereinigten Staaten am 24. Juli 1951 in New York Premiere, bevor er dann am 3. August allgemein in die Kinos kam. Im selben Jahr wurde er auch in Südafrika (Kapstadt, Buran, Johannesburg) veröffentlicht sowie in Australien, Portugal und Schweden. 1952 erfolgte eine Veröffentlichung in Mexiko, Dänemark, Finnland, auf den Philippinen (Davao), in Argentinien und in Frankreich. Gezeigt wurde der Film zudem in Belgien, Brasilien, Griechenland, Ungarn, Italien, Spanien und im Vereinigten Königreich.
In Österreich kam der Film am 27. Februar 1953 unter dem Titel Reich, jung und hübsch in die Kinos, in der Bundesrepublik Deutschland war er nicht im Kino zu sehen, sondern erstmals am 15. Juli 1995 unter dem Titel Hübsch, jung und verliebt im Fernsehen. Der englische Arbeitstitel des Films lautete Welcome to Paris.

## Rezeption

### Kritik
Die zeitgenössischen Kritiker standen dem Film, bei dem die Fans von Powell und Damone um Tickets anstanden, relativ freundlich gegenüber und waren überwiegend der Meinung, er beschere den Besuchern eine unbeschwerte Zeit und zeige das musikalische Talent der Besetzung. Die New York Times tat den Film allerdings mit den Worten ab, er sei hübsch wie eine Ansichtskarte und genauso aufregend, aber dennoch angemessene Sommerunterhaltung. Man verwies auf Lamas’ Sexappeal und seine ausgereiften schauspielerischen und stimmlichen Talente und bestätigte Damone Leinwandpotential. Produzent Joe Pasternak mache viel aus einer kleinen Geschichte, jugendlichen und nicht allzu jugendlichen Sängern und aus Technicolor. Gespart werde nicht an den Standards, die das Studio auszeichneten. Auch biete der Film einige beschwingte Nummern – darunter auch einige alte –. Die Geschichte sei allerdings nicht gerade inspirierend. Es werde kein Hehl daraus gemacht, dass man lieber die Gesangsnummern als die Dialogszenen zeigen möchte. Jane Powell sei hinreißend und fröhlich und Danielle Darrieux gestalte ihre Rückkehr zum amerikanischen Film attraktiv. Es gebe zwar eine Vielzahl exotischer Akzente im Film, aber er habe nichts Exotisches.
In späteren Jahren wurde der Film von feministischen Kritikern wegen seiner unrealistischen Darstellung des Lebens von Frauen herausgestellt und in Zusammenhang mit ähnlichen Filmen erwähnt. Jeanine Basinger nennt den Film in A Woman’s View: How Hollywood Spoke to Women (1930–1960), eine Abhandlung über die Schrecken der Weiblichkeit, erkannte den Film aber gleichzeitig als charmantes, eskapistisches Musical an und verwies darauf, dass die tadellos herausgeputzte Powell, die von allen verehrt werde, ein grausames Vorbild für junge Frauen im Publikum gewesen sei.
Im Comet over Hollywood war zu lesen, dass es kein Geheimnis sei, dass der Hollywood Comet Musicals liebe. Weiter hieß es, Jane Powell trage hübsche Kostüme und Abendkleider von Helen Rose, was ihr erlaube, erwachsen zu sein. Sie sei reizend und bekomme die Chance, einige unbeschwerte Lieder zu singen. Abgesehen von Powell sei Danielle Darrieux ein großes Highlight, sie glänze in dem Film. Zusätzliche Boni seien frühe Rollen für Fernando Lamas, Vic Damone und Richard Anderson. Auch Una Merkel sei, wie immer, wunderbar als Begleiterin von Jane Powell und Wendell Corey, der, ebenfalls wie immer, der alte zuverlässige Charakter sei. Rich, Young and Pretty sei ein bunter und fröhlicher Film, auch wenn er nicht der Beste von MGM sei.
Die Cinema-Redaktion gab dem Film drei von fünf möglichen Karos und meinte, es handele sich um eine „süße bis seichte Musikromamze“.
Für den Filmdienst handelte es sich um ein „gefühlvolles Musical um die Tochter eines texanischen Ranchers“, aber auch um „routinierte Unterhaltung ohne sonderliche formale Höhepunkte. – Ab 14.“

### Auszeichnung
Academy Awards, USA 1952
- Nicholas Brodszky (Musik) und Sammy Cahn (Text) waren mit ihrem Song Wonder Why in der Kategorie „Bester Song“ für einen Oscar nominiert, der jedoch an Hoagy Carmichael und Johnny Mercer und deren Song In the Cool, Cool, Cool of the Evening aus dem Film Hochzeitsparade ging.

### Erfolg
Dem Film stand ein geschätztes Budget von 1.528.000 Dollar zur Verfügung. Obwohl er weltweit fast 3.000.000 US-Dollar einbrachte, erzielte MGM laut Studioaufzeichnungen nur einen kleinen Gewinn von 54.000 US-Dollar (602.000 US-Dollar im Jahr 2022).